# Rue Dessoles
La rue Dessoles est une rue touristique et commerçante de la haute-ville d'Auch dans le Gers. 

## Situation et accès
Cette rue, menant à la place de la cathédrale de la ville, a connu différentes rénovations. Par ailleurs, un vestige de l'époque médiévale, plus précisément du XVe siècle, se situe aux portes de la rue, du côté de la cathédrale.

## Origine du nom
La rue Dessoles doit son nom à un général de l'empereur Napoléon Bonaparte, Jean-Joseph Dessolles, né le 3 juillet 1767 à Auch et mort le 2 novembre 1828 dans l'Essonne.

## Historique
Cette voie s'est autrefois appelée le Camin Dret (le chemin droit en occitan).

## Rénovation

### Plan de stationnement
Les 24 places de stationnement sont tout d'abord remplacées par des arbres. Ensuite, la création de plus de places de stationnement, soit 262 places payantes, ainsi qu'une restriction des places gratuites, 862 au lieu de 1 007, a également été effectué. Ces rénovations ont suscité l'appréciation des Auscitains qui pensaient que les places de parking étaient limitées en haute ville, et ainsi, ils devaient se garer plus loin pour trouver une place, au foirail notamment.

### Parvis de la cathédrale
Une piétonisation de la place (à budget de 3 millions d'euros) est mise en place pour offrir un revêtement minéral esthétique à l'espace situé entre la place de la Libération et le parvis de la cathédrale. La partie haute de la rue dispose d'un réseau basse pression (4 bars) modernisé.

### Le changement du commerce
Bien que très proches des boutiques, les travaux n’ont pas beaucoup affecté l’attraction des clients. Cependant, une diminution de la fréquentation se fait ressentir depuis quelque temps. Certains commerces disent n’être pas impactés par les travaux grâce à leur vente de produits « incontournables » et de leur clientèle fidèle, mais aussi grâce à la bonne volonté des employés de travaux publics qui font en sorte qu'on soit le moins pénalisé possible. A contrario, certaines boutiques sont plus pessimistes : les travaux, le manque d'animation, l'attrait des centres commerciaux et le succès des « drive », faible affluence due à la difficulté de se garer, autant de raisons qui pourraient être les causes probables de la désertification.  
Même si les travaux ont causé la fermeture de quelques commerces, ils ont permis à d'autres de s'installer dans une rue accueillante. En effet, lors de festivités, telles que la fête de la musique, la rue se revivifie et s'anime plus que jamais.   

### Environnement et installation
Les plantations ont commencé très tôt dans la matinée dans la rue Dessoles, dernière étape avant la fin des travaux de rénovation dans la rue commerçante :
Des bacs ont été creusés dans la rue afin de permettre l'installation des végétaux grimpants, fixés sur des cordages scellés aux façades. De plus, les rues perpendiculaires reçoivent elles aussi une végétalisation.
Par la suite, des installations au niveau du gaz ont été effectuées. En effet, le chantier de la rue Dessoles a connu sa phase la plus gênante : la réfection des réseaux. La partie haute de la rue dispose d'un réseau basse pression (4 bars) modernisé, tout comme la partie basse.

## Bâtiments remarquables et lieux de mémoire
La rue comporte de nombreux bâtiments anciens, dont trois sont monuments historiques :
- Au no 1, faisant angle avec la place de la cathédrale se trouve la maison Fedel, du XVe siècle, à colombages, classée en 1932.
- Au no 3, la façade du XVIe siècle est inscrite depuis 1944.
- Au no 17, la façade et les toitures de l'ancienne intendance de la généralité d'Auch (1759) sont inscrites depuis 1973.